# 東山駅 (京都府)
東山駅（ひがしやまえき）は、京都府京都市東山区大井手町にある、京都市営地下鉄東西線の駅。駅番号はT10。地下鉄開業以前の京阪京津線時代は東山三条駅。

## 歴史
東西線開業まで、駅直上の三条通には京阪京津線（御陵 - 京津三条間）が敷設されており、当駅付近には東山三条駅が設置されていた。
駅施設は第三セクターの京都高速鉄道が建設を担当した（京都市営地下鉄東西線#歴史も参照）。

### 年表
- 1997年（平成9年）10月12日：京都市営地下鉄東西線の醍醐駅 - 二条駅間の開通と同時に開業[1]。
- 2007年（平成19年）4月1日：ICカード「PiTaPa」の利用が可能となる[1]。

## 駅構造
ホームは地下3層にある。他の東西線の駅と同様、1面2線の島式ホームとなっており、ホームドアが設置されている。
トイレは改札内奥にある。
東西線の駅は駅ごとにステーションカラーが制定されており、当駅のステーションカラーは■菖蒲色である。

### のりば
| のりば | 路線   | 方向 | 行先                                   |
| ------ | ------ | ---- | -------------------------------------- |
| 1      | 東西線 | 下り | 京都市役所前・烏丸御池・太秦天神川方面 |
| 2      | 東西線 | 上り | 御陵・六地蔵／びわ湖浜大津方面         |

付記事項
- 2007年（平成19年）4月より、券売機前に京都市営バスの接近表示盤が設置された。
- 京都・東山花灯路の開催中には、改札外コンコースに床置きの行灯が置かれる。

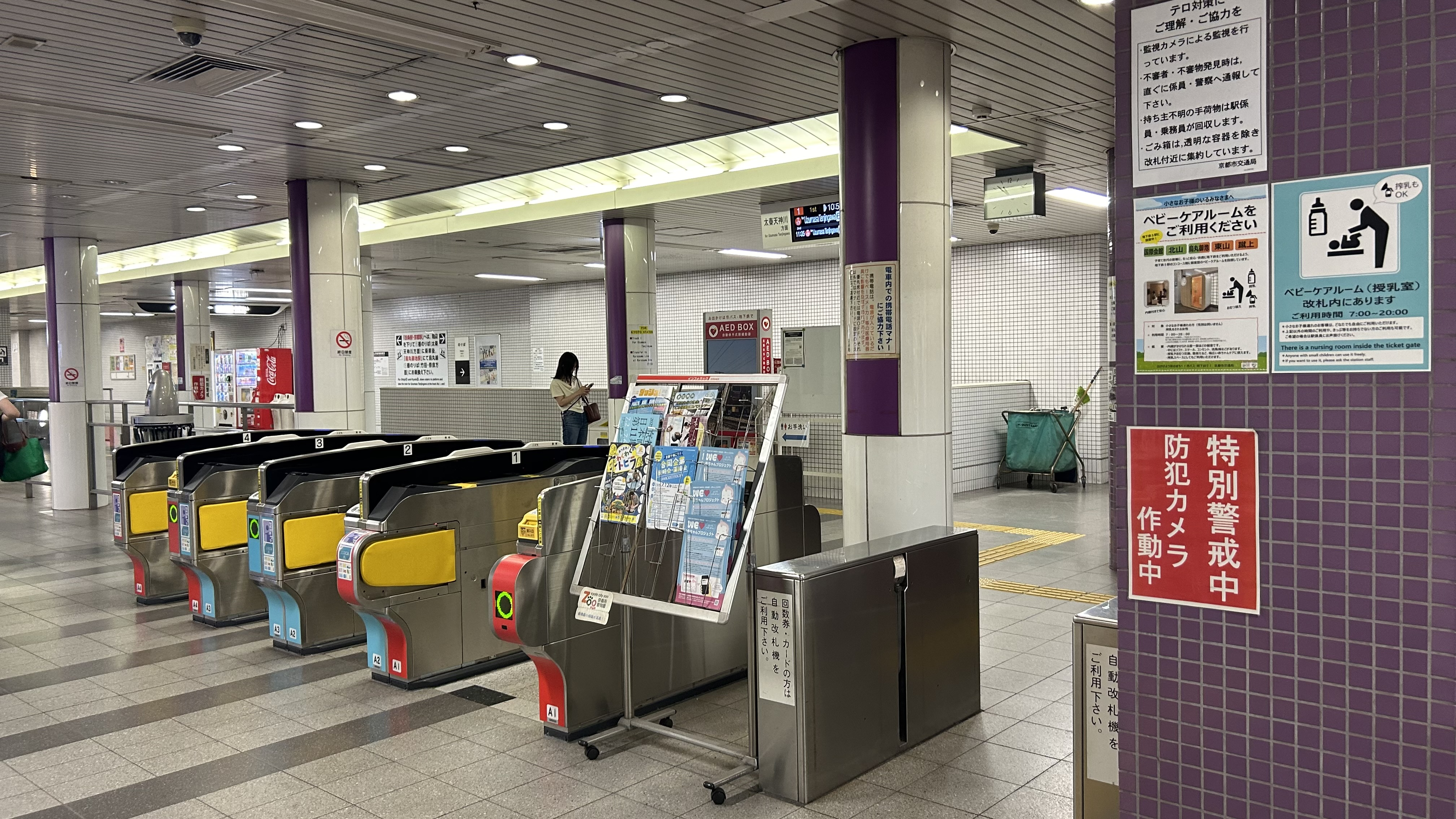
改札口
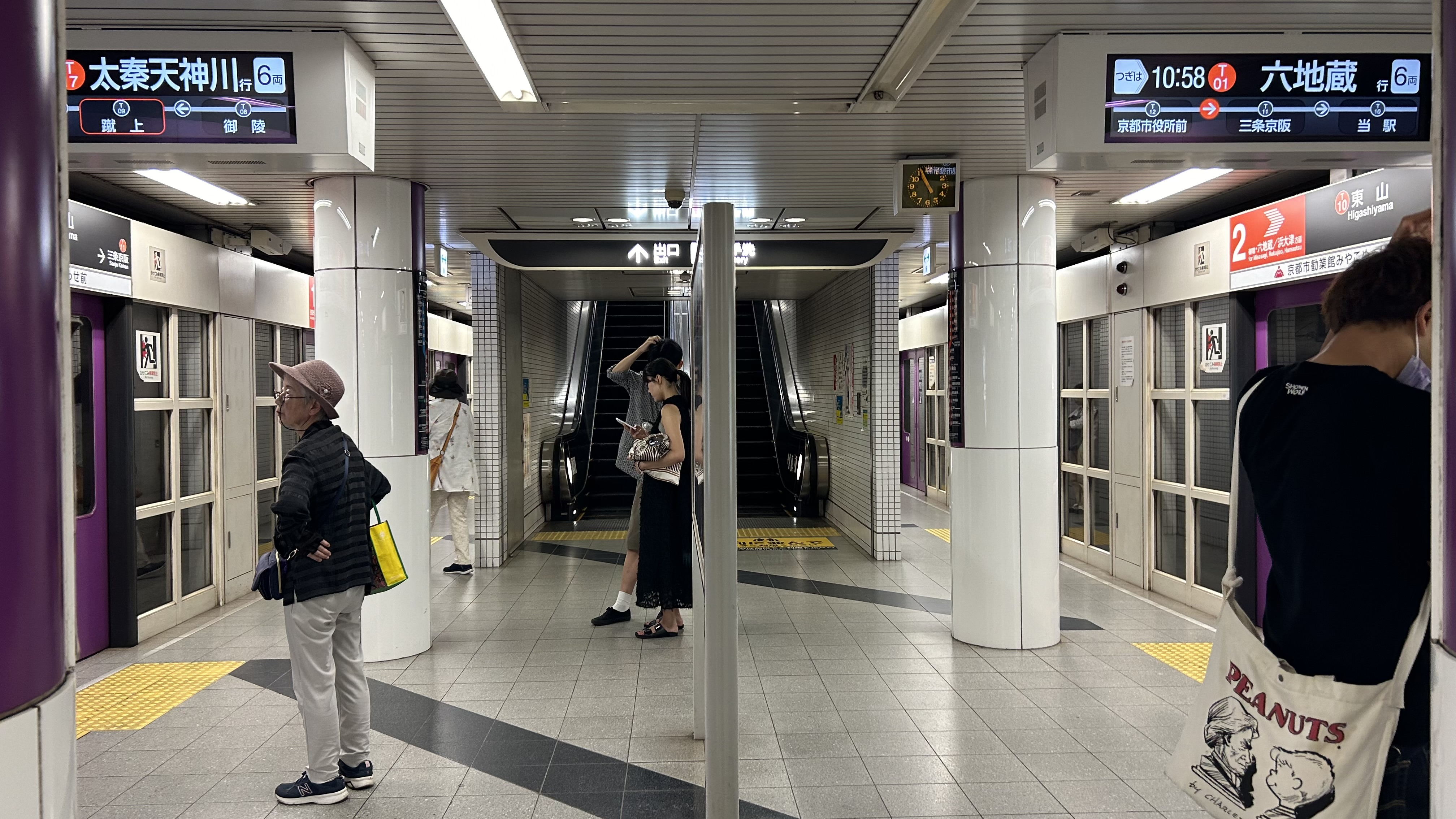
ホーム
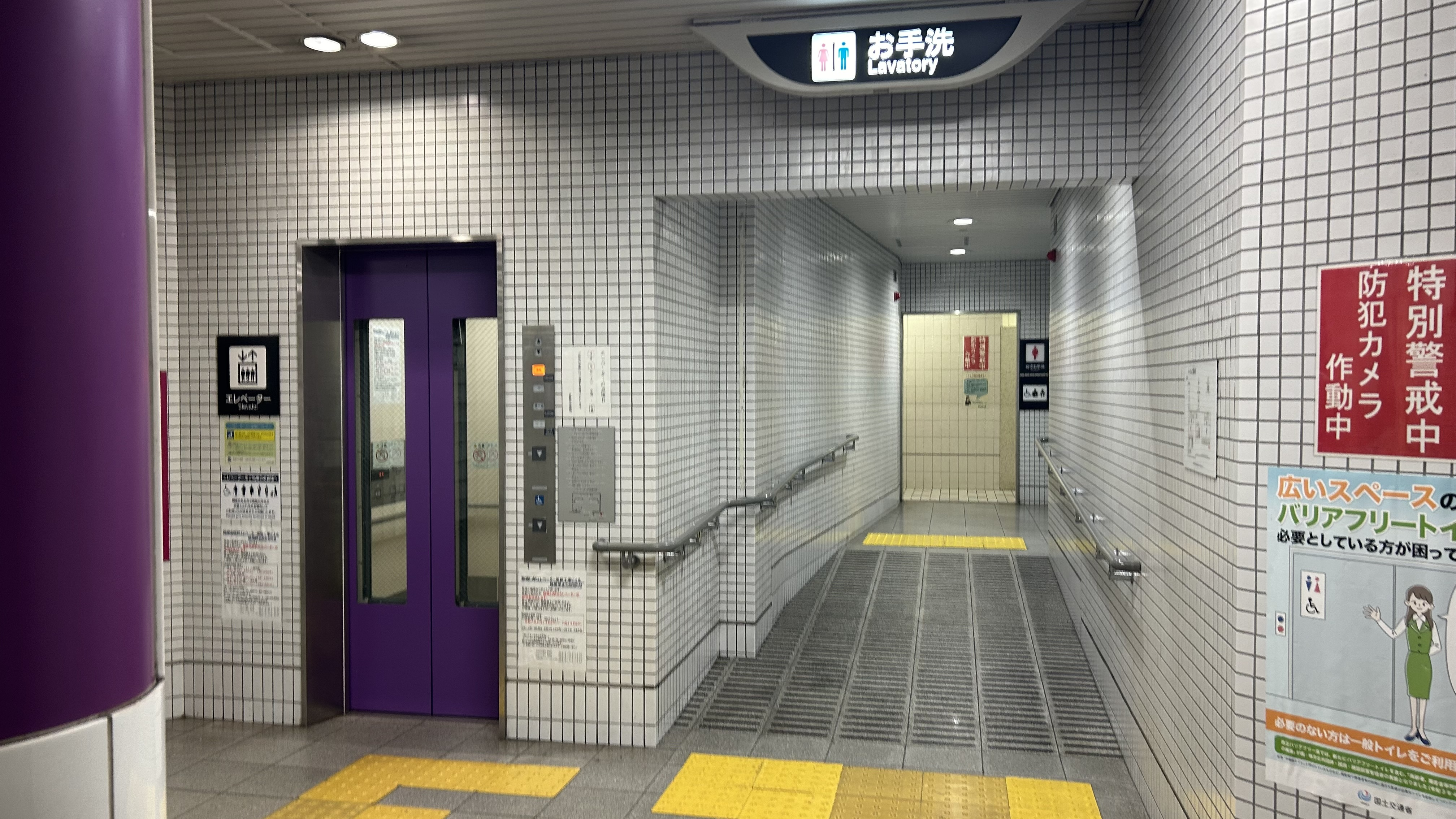
トイレ
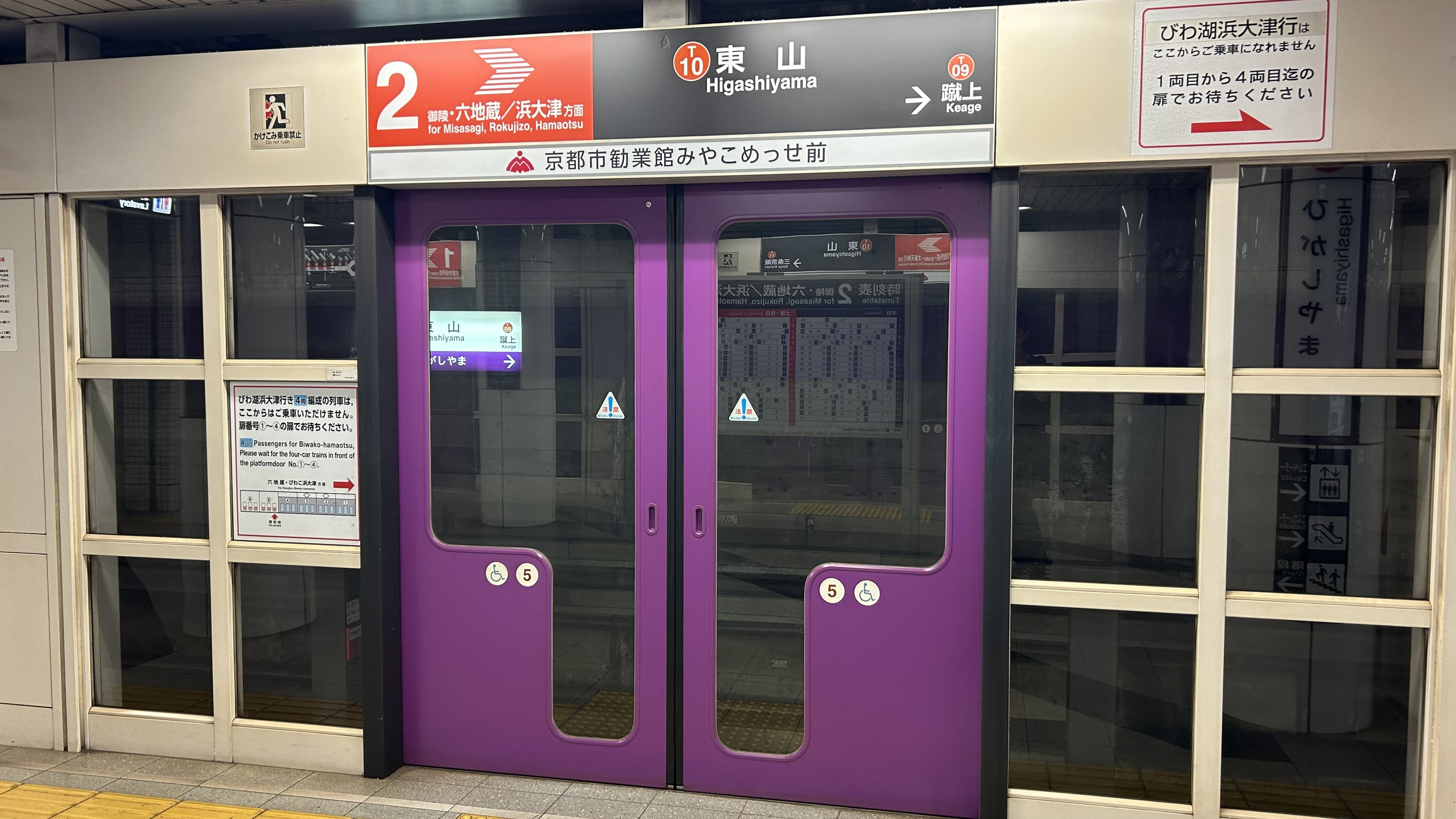
菖蒲色のホームドアと駅名標

### 出口
| 出口番号 | 方角 | 出口周辺                                                                            | 接続改札 | 備考             |
| -------- | ---- | ----------------------------------------------------------------------------------- | -------- | ---------------- |
| 2        | 南   | 細見美術館・八坂神社・みやこめっせ                                                  | 改札口   | エレベーターあり |
| 1        | 北   | 京都市京セラ美術館・ロームシアター京都・京都国立近代美術館 青院寺・知恩院・平安神宮 | 改札口   |                  |

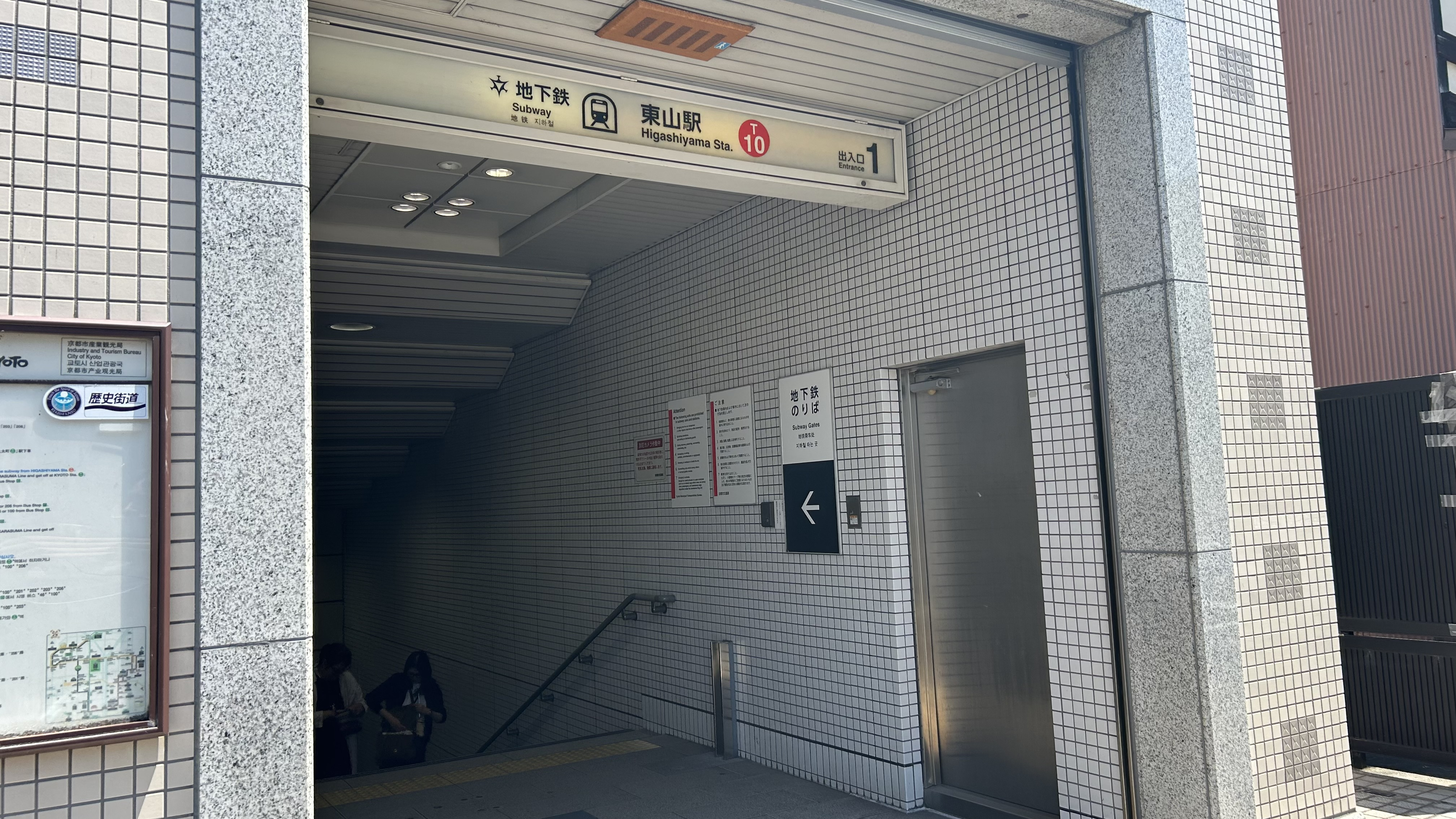
1番出入口
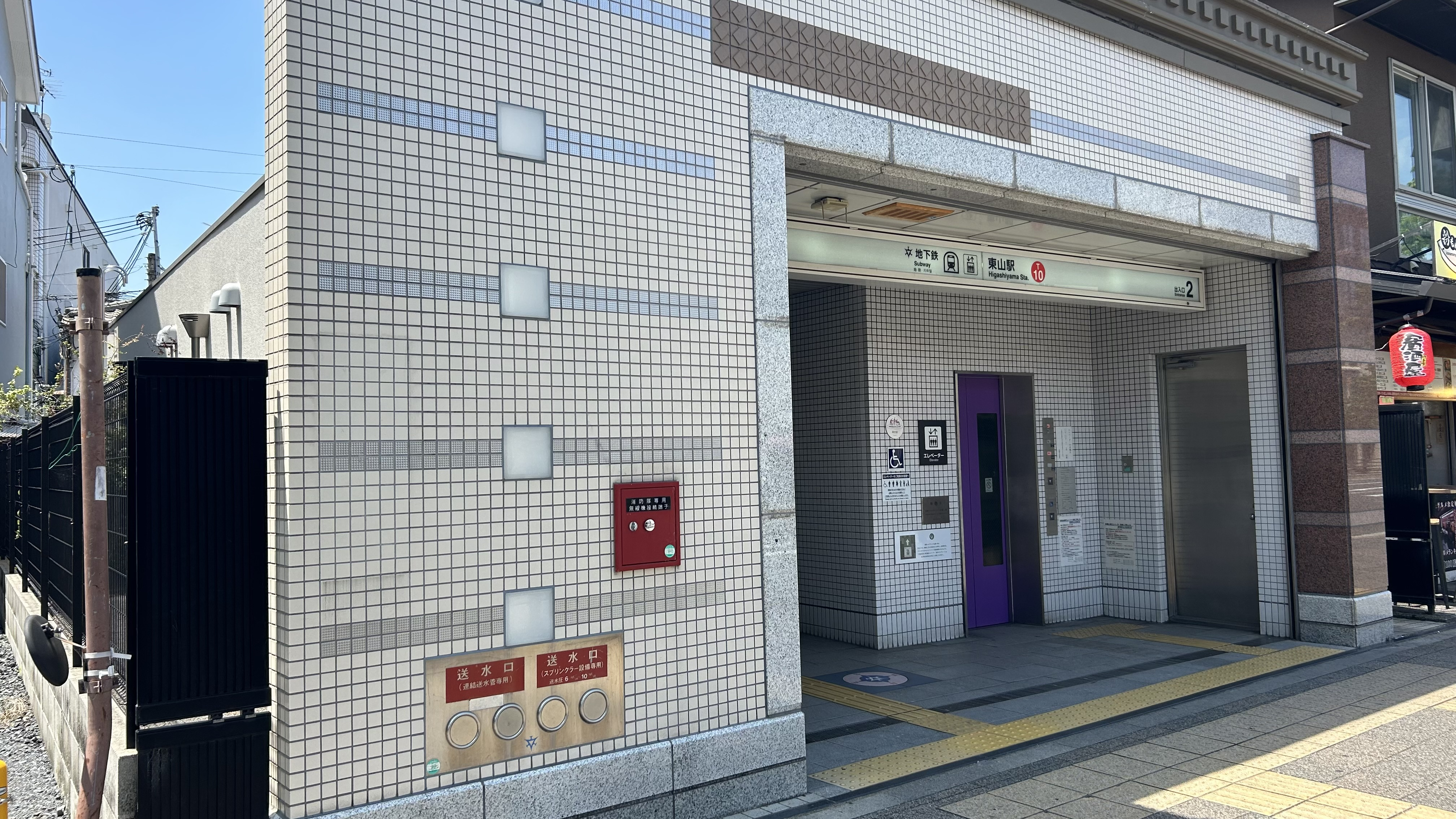
2番出入口

## 利用状況
2024年度の1日平均乗降人員は20,230人である。
近年の1日平均乗降・乗車人員の推移は下記の通り。
| 年度               | 1日平均 乗降人員 | 1日平均 乗車人員 |
| ------------------ | ---------------- | ---------------- |
| 1998年（平成10年） |                  | 5,769            |
| 1999年（平成11年） | 13,115           | 6,245            |
| 2000年（平成12年） | 13,486           | 6,454            |
| 2001年（平成13年） | 13,980           | 6,694            |
| 2002年（平成14年） | 14,353           | 6,875            |
| 2003年（平成15年） | 14,051           | 6,861            |
| 2004年（平成16年） | 14,691           | 7,048            |
| 2005年（平成17年） | 15,072           | 7,275            |
| 2006年（平成18年） | 15,412           | 7,298            |
| 2007年（平成19年） | 15,701           | 7,383            |
| 2008年（平成20年） | 16,153           | 7,593            |
| 2009年（平成21年） | 17,027           | 8,101            |
| 2010年（平成22年） | 16,095           | 7,705            |
| 2011年（平成23年） | 16,462           | 7,882            |
| 2012年（平成24年） | 16,023           | 7,668            |
| 2013年（平成25年） | 16,332           | 7,819            |
| 2014年（平成26年） | 16,913           | 8,098            |
| 2015年（平成27年） | 18,902           | 9,049            |
| 2016年（平成28年） | 19,731           | 9,449            |
| 2017年（平成29年） | 19,336           | 9,256            |
| 2018年（平成30年） | 20,061           | 9,608            |
| 2019年（令和元年） | 19,622           | 9,400            |
| 2020年（令和02年） | 9,930            | 4,902            |
| 2021年（令和03年） | 11,608           | 5,711            |
| 2022年（令和04年） | 15,864           | 7,781            |
| 2023年（令和05年） | 18,507           | 8,970            |
| 2024年（令和06年） | 20,230           |                  |

## 駅周辺
駅のやや西に東山三条交差点（三条通と東大路通の交点）がある。平安神宮など岡崎公園一帯の観光地へも近い。
三条通より北
- 琵琶湖疏水
- 平安神宮・神苑
- 岡崎公園
  - 京都国立近代美術館
  - 京都市美術館
  - 京都府立図書館
- ロームシアター京都
- 京都市勧業館（みやこめっせ）
- 京都市動物園
- 並河靖之七宝記念館
- 細見美術館
- 京都文教中学、高等学校

三条通より南
- 知恩院
- 八坂神社
- 円山公園
- 華頂女子高等学校
- 京都華頂大学、華頂短期大学、華頂短期大学附属幼稚園
- 高台寺
- 京都霊山護国神社

## バス路線
最寄りのバス停は東山三条（地下鉄東山駅）停留所。市バス、京都バス、京阪バスが停車する。
観光シーズンの最繁忙期には、東山三条バス停を経由して京都駅に向かう市バスの乗客に対して、当駅から京都駅までの地下鉄線も利用できる振替輸送の措置が採られることがある。なお、この措置は東山三条以南の京都市内の道路渋滞が激しい場合に状況を判断して実施される。

### 京都市営バス
- Aのりば（三条通東行）
  - 5号系統：平安神宮・銀閣寺 岩倉操車場前行
- Bのりば（三条通西行・東山駅2番出入口前）
  - 5号系統：四条烏丸（河原町五条） 京都駅行
  - 86号系統：三条京阪・四条河原町 行
- Cのりば（東大路通南行）
  - 12号系統：金閣寺 立命館大学行
  - 31号系統：祇園 四条烏丸行
  - 46号系統：千本通 上賀茂神社・西賀茂車庫行
  - 201号系統：祇園・四条河原町・四条大宮方面
  - 202号系統：祇園・清水寺・九条車庫方面
  - 203号系統：祇園・四条河原町・西大路四条方面
  - 206号系統：祇園・清水寺・京都駅方面
- Eのりば（東大路通北行）
  - 31号系統：東山通 高野・国際会館駅・岩倉行
  - 46号系統：平安神宮行
  - 86号系統：平安神宮行
  - 201号系統：百万遍・千本今出川方面
  - 202号系統：熊野神社・西ノ京円町方面
  - 203号系統：熊野神社・銀閣寺方面
  - 206号系統：高野・北大路バスターミナル方面

### 京都バス
- 東大路通南行（Dのりば）
  - 18系統：祇園・京都駅 行（土休日の1往復のみ）
  - 臨東山系統：祇園・京都駅 行
- 東大路通北行（Eのりば）
  - 18系統：百万遍・宝ヶ池・大原 行（土休日の1往復のみ）
  - 臨東山系統：高野橋東詰行

### 京阪バス
- 三条通東行（Aのりば）
  - 17号経路：三条通 大宅 行
  - 19号経路：三条通 山科駅 行
  - 56号経路：山中バイパス 比叡平 行
  - 56A号経路：山中バイパス・山中町 比叡平 行
- 三条通西行（Bのりば）
  - 17号経路：三条通 三条京阪 行
  - 19号経路：三条通 四条河原町 行（四条河原町からは山科駅行として運転）
  - 56号経路：三条通 三条京阪 行
  - 56A号経路：三条通 三条京阪 行

## 隣の駅
京都市営地下鉄
 東西線
蹴上駅 (T09) - 東山駅 (T10) - 三条京阪駅 (T11)
- 括弧内は駅番号を示す。